# Дятлоподібні
Дятлоподі́бні (Piciformes) — ряд птахів, що нараховує понад 400 видів. Досить спеціалізована група птахів невеликого та середнього розміру, що ведуть переважно деревний спосіб життя. Зустрічаються на всіх материках, за виключенням Австралії та Антарктиди. Більшість є комахоїдними, хоча тукани та бородаткові живляться переважно фруктами. Практично у всіх дятлоподібних два пальці на лапах протистоять двом іншим (подібно до папуг), що характерно для птахів, які більшу частину свого життя проводять на гілках дерев. Розміри становлять від 8 см у довжину та 7 г маси (добаш малазійський) до 63 см у довжину та 680 г (тукан великий). Усі види відкладають гнізда в укриттях, пташенята гніздового типу. Більшість видів є осілими або кочівними.

## Походження та еволюція
Ряд дятлоподібних відокремився від примітивних сиворакшоподібних, які були близькими до предків рибалочок і момотів. Ймовірно, першою виникла родина бородаткових, давні предкові форми якамар, туканів і дятлів, а пізніше — родина воскоїдових.
Деякі вимерлі родини та роди птахів з раннього еоцену — Neanis та Hassiavis, Zygodactylidae/Primoscenidae, Gracilitarsidae, Sylphornithidae та Homalopus, міоцену — «Picus» gaudryi та пліоцену — Bathoceleus інколи відносять до ряду дятлоподібних.
Сучасні родини відомі у період з середини—кінця олігоцену до раннього міоцену.

## Опис

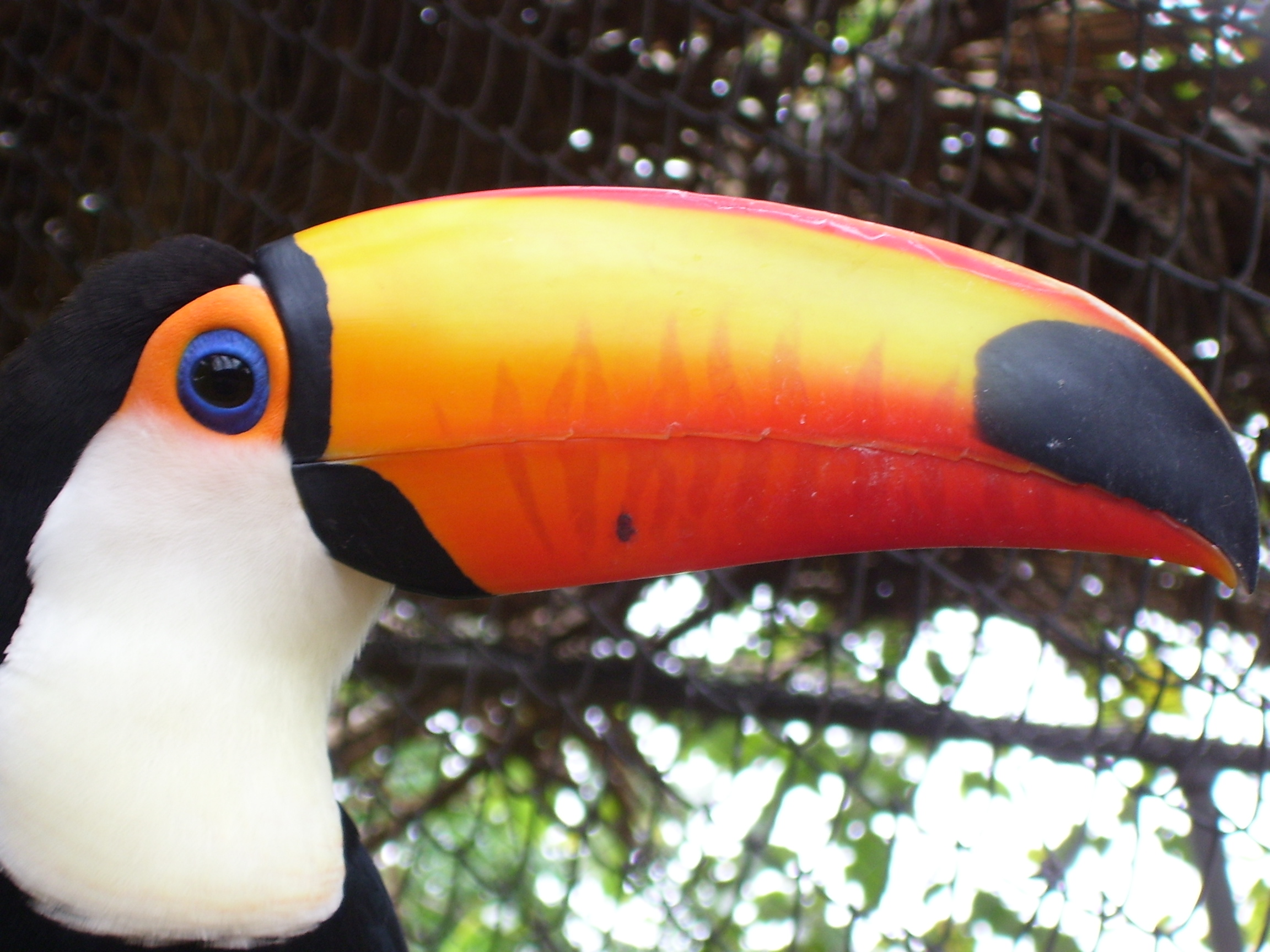
Дзьоб великого тукана

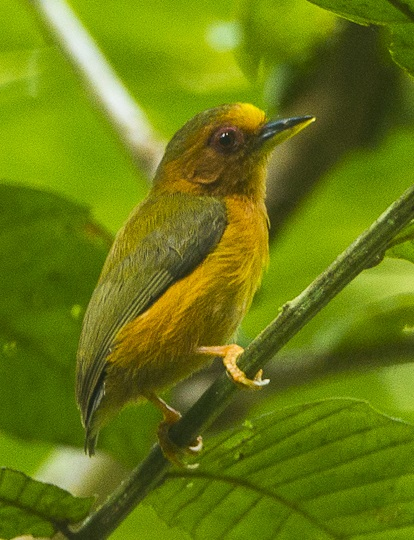
Добаш малазійський — найдрібніший представник ряду дятлоподібних

Маса від 6 до 680 г. Найменші розміри має добаш малазійський (Sasia abnormis); найбільші — представники родини туканових (тукан великий), жовна чорна та інші. У одних забарвлення тьмяне, у інших — строкате та яскраве. Статевий диморфізм виражений слабко або відсутній, вікові відмінності незначні. Більшість мають різної довжини прямий, долотоподібний або до кінця дещо зігнутий дзьоб. Найбільших розмірів він досягає у туканових — його довжина може становити половину довжини тіла. Ніздрі не наскрізні. У представників родини дятлових для захисту дихальних шляхів від потрапляння дрібних уламків деревини під час довбання слугують щетинкоподібні пера, що прикривають ніздрі.
Для скелету характерними є 14 шийних хребців, відсутність спинної кістки, дві пари вирізок по задньому краю грудини. Наявний леміш. Лапи зігодактильні (два пальці спрямовані вперед, а два — назад), перший палець у деяких видів зникає. Язик короткий, помірної довжини або дуже довгий і тонкий. Воло відсутнє. Кишка відносно коротка. Сліпі кишки функціонують або редукуються. У частини родин відсутній жовчний міхур. Куприкова залоза гола або оперена. Гортань трахео-бронхіальна, голосових м'язів одна пара або вони не розвинені.
Оперення доволі рихле, контурні пера з розвиненою пуховою частиною опахала та додатковим стрижнем (у більшості видів). Пух відсутній. Птерилії вузькі, аптерії широкі. Першорядних махових пер 9–11, другорядних — 10–12. Стернових пер 8–12.

## Поширення та місця існування
Зустрічаються на всіх материках, за виключенням Австралії та Антарктиди; відсутні в Новій Гвінеї і Новій Зеландії, на Мадагаскарі. Найбільше видове різноманіття характерне для Південної Америки.
Населяють ліси різного типу, проникають у сади та парки; деякі види мешкають в степу та навіть в напівпустелях (наприклад, дятел техаський (Picoides scalaris) на південному сході Північної Америки, декол андійський (Colaptes rupicola) та дятел сіроголовий (Geocolaptes olivaceus) у Південній Америці).
Більшість видів є осілими або кочівними, небагато — перелітними (наприклад, крутиголовка).

## Гніздування

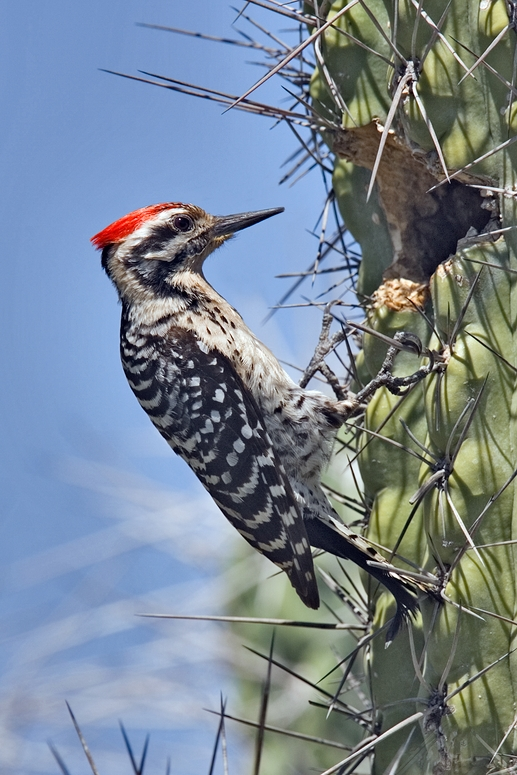
Дятел техаський (Picoides scalaris) біля дупла у кактусі

До розмноження приступають у віці одного року. Моногами. Гніздяться поодинокими парами, рідше невеликими групами. Голоси, як правило, голосні та різкі, іноді мелодійні, для деяких видів характерним є «барабанний дроб», що видається за допомогою дзьоба. У воскоїдових елементом шлюбної поведінки є токові польоти. Гнізда влаштовують переважно в дуплах. Причому більшість представників родини дятлових видовбують їх самостійно, рідше займають порожнини в деревині. Деякі види риють гніздові нори. Наприклад, представники родини якамарових). Дятел сіроголовий (Geocolaptes olivaceus), який мешкає у безлісій місцевості, також риє нори в берегах річок та на схилах пагорбів. Якамарові та лінивкові інколи влаштовують гнізда в термітниках. Ятла руда (Celeus brachyurus), що мешкає в Південно-Східній Азії, робить гніздо в мурашнику. Для цього дятли обирають гнізда великих деревних мурашок роду Crematogaster, розташовані у кронах дерев на висоті від 3 до 20 м від землі. Гніздо має вигляд кулі діаметром 20—80 см з більш міцними стінками. Дятел робить отвір у стінці, який веде у внутрішню порожнину, куди самка відкладає яйця. При цьому мурашки не чіпають дятлів, а дятли — мурашок. Для 5 африканських видів родини воскоїдових характерний гніздовий паразитизм — вони підкладають свої яйця в гнізда інших видів птахів. Вистилка в гнізді найчастіше відсутня. У кладці від 2 до 13 однотонних білих яєць. Два—три яйця відкладають Лінивкові, 1—4 — Туканові, 2—4 — Бородастикові, різні види дятлових — від 2 до 13 яєць. Насиджують обидва партнери почергово, але самка більш інтенсивно, ніж самець. Пташенята гніздового типу — вилуплюються сліпими і у більшості видів голими. У пташенят добре розвинені п'яткові мозолі (потовщення з шипоподібними сосочками. що відпадають після вильоту з гнізда). Вигодовують обидва батьків. Пташенята залишають гніздо опереними та здатними до польоту. Виводки деякий час тримаються разом, потім розпадаються. Поза періодом розмноження тримаються поодинці або невеликими групами.

## Живлення

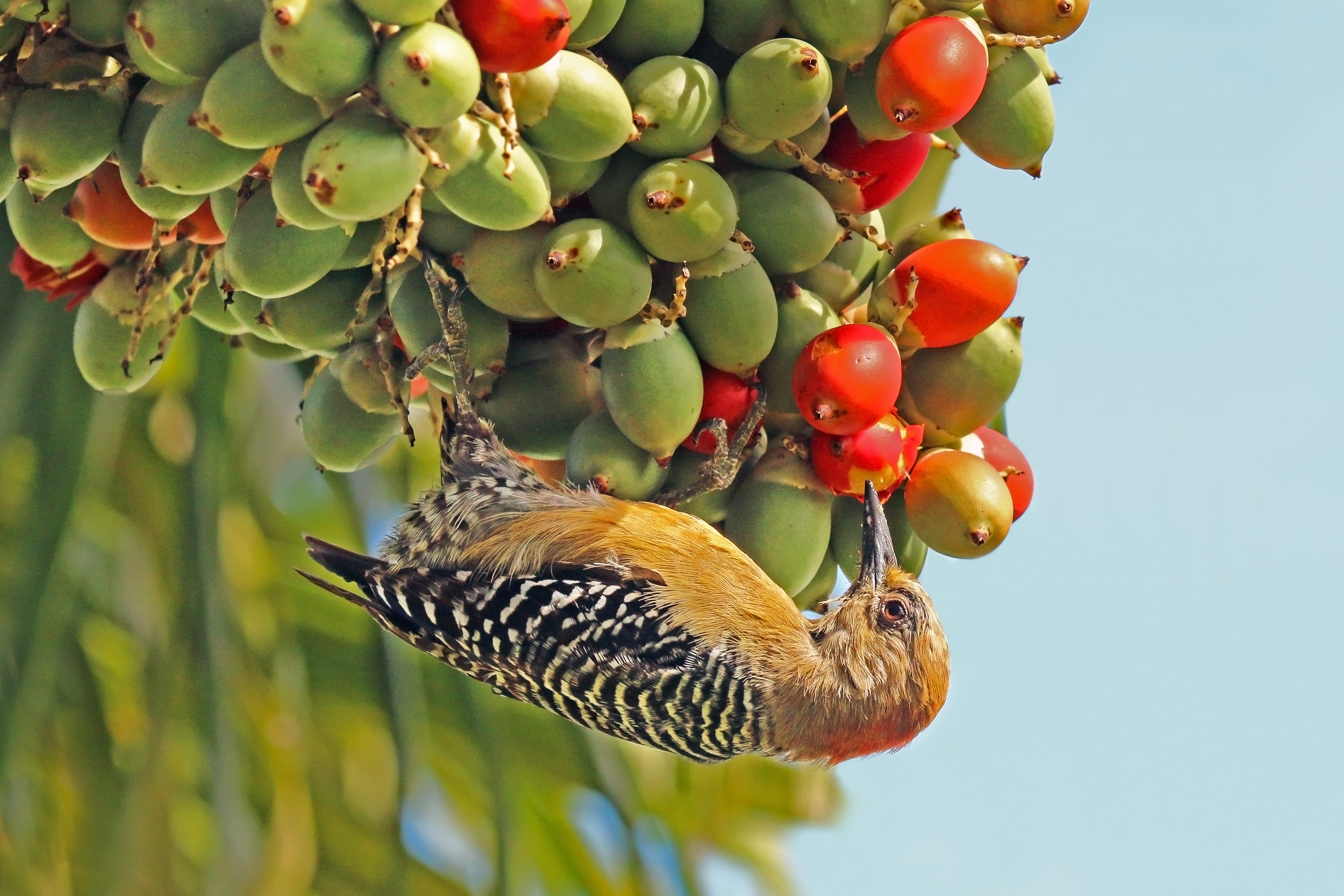
Гіла мала (Melanerpes rubricapillus) під час живлення

У живленні переважають різноманітні комахи, їх личинки та яйця, насіння та ягоди. Жовна зелена та крутиголовка споживають переважно дорослих мурашок та їхні яйця. У туканових основний корм — фрукти. Переважно рослинною їжею — плодами та ягодами, рідше — насінням — живляться Лінивкові. Для осілих видів характерна сезонна зміна кормів. Наприклад, дятел звичайний у весняно-літній період здобуває переважно комах та їхніх личинок, тоді як взимку його основний корм — насіння хвойних дерев. Дятел сирійський у гніздовий період поїдає переважно комах та ягоди шовковиці, тоді як взимку живиться ядра кісточок абрикос, сливи тощо. Корм збирають на стовбурах дерев, товстих гілках і у кронах. Деякі види дятлів роблять запаси кормів на зиму. Так, гіла чорновола (Melanerpes formicivorus), що мешкає в Північній і Центральній Америці, восени видовбує у стовбурах дерев, дерев'яних стовпах тисячі невеликих комірок, в які ховає по жолудю. Інколи такі запаси сягають 50 тис. жолудів (зазвичай їх робить група птахів). Майже всі Дятлові добувають їжу довбаючи кору дерев та кущів. Рідше дятлоподібні на землі з поверхні ґрунту і підстилки, незначною мірою розкопуючи її, роблять ходи в мурашниках і термітниках. Якамарові та Лінивкові полюють з присади на комах, подібно до мухоловок. Щодо особливостей пошуку їжі та об'єкту живлення вирізняються представники родини воскоїдових. Вони відомі як медовказчики — птахи вказують місцезнаходження гнізда бджіл або ос з медом іншим тваринам. При цьому вони поїдають лише віск, що залишається. Для його перетравлення у травному тракті цих птахів наявні спеціалізовані види бактерій-симбіонтів.

## Філогенія та систематика

### Філогенія
Дятлоподібні належать до підкласу Кілегрудих (Neognathae) птахів, до клади Anomalogonatae. Взаємозв'язок між рядами цієї групи зображено на кладограмі:
|  | Coliiformes (Чепігові)     |
|  |                            |
|  | Strigiformes (Совоподібні) |
|  |                            |

|  | Bucerotiformes                                                                                 |
|  |                                                                                                |
|  | \| \| Coraciiformes (Сиворакшоподібні) \| \| \| \| \| \| Piciformes (Дятлоподібні) \| \| \| \| |
|  |                                                                                                |
|  | Coraciiformes (Сиворакшоподібні)                                                               |
|  |                                                                                                |
|  | Piciformes (Дятлоподібні)                                                                      |
|  |                                                                                                |

|  | Coraciiformes (Сиворакшоподібні) |
|  |                                  |
|  | Piciformes (Дятлоподібні)        |
|  |                                  |

|  | Bucerotiformes                                                                                 |
|  |                                                                                                |
|  | \| \| Coraciiformes (Сиворакшоподібні) \| \| \| \| \| \| Piciformes (Дятлоподібні) \| \| \| \| |
|  |                                                                                                |
|  | Coraciiformes (Сиворакшоподібні)                                                               |
|  |                                                                                                |
|  | Piciformes (Дятлоподібні)                                                                      |
|  |                                                                                                |

|  | Coraciiformes (Сиворакшоподібні) |
|  |                                  |
|  | Piciformes (Дятлоподібні)        |
|  |                                  |

|  | Bucerotiformes                                                                                 |
|  |                                                                                                |
|  | \| \| Coraciiformes (Сиворакшоподібні) \| \| \| \| \| \| Piciformes (Дятлоподібні) \| \| \| \| |
|  |                                                                                                |
|  | Coraciiformes (Сиворакшоподібні)                                                               |
|  |                                                                                                |
|  | Piciformes (Дятлоподібні)                                                                      |
|  |                                                                                                |

|  | Coraciiformes (Сиворакшоподібні) |
|  |                                  |
|  | Piciformes (Дятлоподібні)        |
|  |                                  |

|  | Bucerotiformes                                                                                 |
|  |                                                                                                |
|  | \| \| Coraciiformes (Сиворакшоподібні) \| \| \| \| \| \| Piciformes (Дятлоподібні) \| \| \| \| |
|  |                                                                                                |
|  | Coraciiformes (Сиворакшоподібні)                                                               |
|  |                                                                                                |
|  | Piciformes (Дятлоподібні)                                                                      |
|  |                                                                                                |

|  | Coraciiformes (Сиворакшоподібні) |
|  |                                  |
|  | Piciformes (Дятлоподібні)        |
|  |                                  |

|  | Coliiformes (Чепігові)     |
|  |                            |
|  | Strigiformes (Совоподібні) |
|  |                            |

|  | Bucerotiformes                                                                                 |
|  |                                                                                                |
|  | \| \| Coraciiformes (Сиворакшоподібні) \| \| \| \| \| \| Piciformes (Дятлоподібні) \| \| \| \| |
|  |                                                                                                |
|  | Coraciiformes (Сиворакшоподібні)                                                               |
|  |                                                                                                |
|  | Piciformes (Дятлоподібні)                                                                      |
|  |                                                                                                |

|  | Coraciiformes (Сиворакшоподібні) |
|  |                                  |
|  | Piciformes (Дятлоподібні)        |
|  |                                  |

|  | Bucerotiformes                                                                                 |
|  |                                                                                                |
|  | \| \| Coraciiformes (Сиворакшоподібні) \| \| \| \| \| \| Piciformes (Дятлоподібні) \| \| \| \| |
|  |                                                                                                |
|  | Coraciiformes (Сиворакшоподібні)                                                               |
|  |                                                                                                |
|  | Piciformes (Дятлоподібні)                                                                      |
|  |                                                                                                |

|  | Coraciiformes (Сиворакшоподібні) |
|  |                                  |
|  | Piciformes (Дятлоподібні)        |
|  |                                  |

|  | Bucerotiformes                                                                                 |
|  |                                                                                                |
|  | \| \| Coraciiformes (Сиворакшоподібні) \| \| \| \| \| \| Piciformes (Дятлоподібні) \| \| \| \| |
|  |                                                                                                |
|  | Coraciiformes (Сиворакшоподібні)                                                               |
|  |                                                                                                |
|  | Piciformes (Дятлоподібні)                                                                      |
|  |                                                                                                |

|  | Coraciiformes (Сиворакшоподібні) |
|  |                                  |
|  | Piciformes (Дятлоподібні)        |
|  |                                  |

|  | Bucerotiformes                                                                                 |
|  |                                                                                                |
|  | \| \| Coraciiformes (Сиворакшоподібні) \| \| \| \| \| \| Piciformes (Дятлоподібні) \| \| \| \| |
|  |                                                                                                |
|  | Coraciiformes (Сиворакшоподібні)                                                               |
|  |                                                                                                |
|  | Piciformes (Дятлоподібні)                                                                      |
|  |                                                                                                |

|  | Coraciiformes (Сиворакшоподібні) |
|  |                                  |
|  | Piciformes (Дятлоподібні)        |
|  |                                  |

Таким чином, сестринський таксоном для дятлоподібних є сиворакшоподібні.

### Систематика
Ряд традиційно поділяють на два підряди — Galbuli та Pici, останній включає два інфраряди — Ramphastides та Picides. Загалом ряд нараховує 71 сучасний рід та понад 450 видів. В Україні зустрічається 10 видів, серед них дятел трипалий, жовна зелена та дятел білоспинний занесено до Червоної книги України (2009).
- Підряд Galbuli - представники підряду характеризуються видовженим тілом; довгим, майже шилоподібним дзьобом із щетинками при основі; короткими крилами; довгим ступінчастим хвостом і м'яким пухнастим оперенням із золотистим полиском. Ці птахи поширені у Центральній і Південній Америці.[5]
  - Родина Якамарові (Galbulidae) — 18 видів
  - Родина Лінивкові (Bucconidae) — 35 видів
- Підряд Pici включає доволі різних за зовнішнім виглядом птахів, що характеризуються масивним дзьобом і коренастим тулубом з хвостом середніх розмірів. Поширені ці птахи в Америці, Африці, Європі та Азії, майже скрізь, де зустрічається деревна та чагарникова рослинність.[5]
  - Інфраряд Ramphastides
    - Родина Бородастикові (Megalaimidae) — 25 видів
    - Родина Lybiidae — 40 видів
    - Родина Бородаткові (Capitonidae) — 15 видів
    - Родина Кабезонові (Semnornithidae) — 2 види
    - Родина Туканові (Ramphastidae) — 40 видів
    - Родина †Miopiconidae
    - Родина † Picavidae

  - Інфраряд Picides
    - Родина Воскоїдові (Indicatoridae) — 17 видів
    - Родина Дятлові (Picidae) — понад 200 видів

Філогенетичні зв'язки між родинами ряду представлено на кладограмі:

|  | Galbulidae Vigors, 1825    |
|  |                            |
|  | Bucconidae Horsfield, 1821 |
|  |                            |

|  | Lybiidae Sibley & Ahlquist, 1985 |
|  | |
|  | \| \| Semnornithidae Prum, 1988 \| \| \| \| \| \| Capitonidae Bonaparte, 1838 \| \| \| \| \| \| Ramphastidae Vigors, 1825 \| \| \| \| |
|  | |
|  | Semnornithidae Prum, 1988 |
|  | |
|  | Capitonidae Bonaparte, 1838 |
|  | |
|  | Ramphastidae Vigors, 1825 |
|  | |

|  | Semnornithidae Prum, 1988   |
|  |                             |
|  | Capitonidae Bonaparte, 1838 |
|  |                             |
|  | Ramphastidae Vigors, 1825   |
|  |                             |

|  | Lybiidae Sibley & Ahlquist, 1985 |
|  | |
|  | \| \| Semnornithidae Prum, 1988 \| \| \| \| \| \| Capitonidae Bonaparte, 1838 \| \| \| \| \| \| Ramphastidae Vigors, 1825 \| \| \| \| |
|  | |
|  | Semnornithidae Prum, 1988 |
|  | |
|  | Capitonidae Bonaparte, 1838 |
|  | |
|  | Ramphastidae Vigors, 1825 |
|  | |

|  | Semnornithidae Prum, 1988   |
|  |                             |
|  | Capitonidae Bonaparte, 1838 |
|  |                             |
|  | Ramphastidae Vigors, 1825   |
|  |                             |

|  | Indicatoridae Swainson, 1837 |
|  |                              |
|  | Picidae Leach, 1820          |
|  |                              |

|  | Lybiidae Sibley & Ahlquist, 1985 |
|  | |
|  | \| \| Semnornithidae Prum, 1988 \| \| \| \| \| \| Capitonidae Bonaparte, 1838 \| \| \| \| \| \| Ramphastidae Vigors, 1825 \| \| \| \| |
|  | |
|  | Semnornithidae Prum, 1988 |
|  | |
|  | Capitonidae Bonaparte, 1838 |
|  | |
|  | Ramphastidae Vigors, 1825 |
|  | |

|  | Semnornithidae Prum, 1988   |
|  |                             |
|  | Capitonidae Bonaparte, 1838 |
|  |                             |
|  | Ramphastidae Vigors, 1825   |
|  |                             |

|  | Lybiidae Sibley & Ahlquist, 1985 |
|  | |
|  | \| \| Semnornithidae Prum, 1988 \| \| \| \| \| \| Capitonidae Bonaparte, 1838 \| \| \| \| \| \| Ramphastidae Vigors, 1825 \| \| \| \| |
|  | |
|  | Semnornithidae Prum, 1988 |
|  | |
|  | Capitonidae Bonaparte, 1838 |
|  | |
|  | Ramphastidae Vigors, 1825 |
|  | |

|  | Semnornithidae Prum, 1988   |
|  |                             |
|  | Capitonidae Bonaparte, 1838 |
|  |                             |
|  | Ramphastidae Vigors, 1825   |
|  |                             |

|  | Indicatoridae Swainson, 1837 |
|  |                              |
|  | Picidae Leach, 1820          |
|  |                              |

|  | Galbulidae Vigors, 1825    |
|  |                            |
|  | Bucconidae Horsfield, 1821 |
|  |                            |

|  | Lybiidae Sibley & Ahlquist, 1985 |
|  | |
|  | \| \| Semnornithidae Prum, 1988 \| \| \| \| \| \| Capitonidae Bonaparte, 1838 \| \| \| \| \| \| Ramphastidae Vigors, 1825 \| \| \| \| |
|  | |
|  | Semnornithidae Prum, 1988 |
|  | |
|  | Capitonidae Bonaparte, 1838 |
|  | |
|  | Ramphastidae Vigors, 1825 |
|  | |

|  | Semnornithidae Prum, 1988   |
|  |                             |
|  | Capitonidae Bonaparte, 1838 |
|  |                             |
|  | Ramphastidae Vigors, 1825   |
|  |                             |

|  | Lybiidae Sibley & Ahlquist, 1985 |
|  | |
|  | \| \| Semnornithidae Prum, 1988 \| \| \| \| \| \| Capitonidae Bonaparte, 1838 \| \| \| \| \| \| Ramphastidae Vigors, 1825 \| \| \| \| |
|  | |
|  | Semnornithidae Prum, 1988 |
|  | |
|  | Capitonidae Bonaparte, 1838 |
|  | |
|  | Ramphastidae Vigors, 1825 |
|  | |

|  | Semnornithidae Prum, 1988   |
|  |                             |
|  | Capitonidae Bonaparte, 1838 |
|  |                             |
|  | Ramphastidae Vigors, 1825   |
|  |                             |

|  | Indicatoridae Swainson, 1837 |
|  |                              |
|  | Picidae Leach, 1820          |
|  |                              |

|  | Lybiidae Sibley & Ahlquist, 1985 |
|  | |
|  | \| \| Semnornithidae Prum, 1988 \| \| \| \| \| \| Capitonidae Bonaparte, 1838 \| \| \| \| \| \| Ramphastidae Vigors, 1825 \| \| \| \| |
|  | |
|  | Semnornithidae Prum, 1988 |
|  | |
|  | Capitonidae Bonaparte, 1838 |
|  | |
|  | Ramphastidae Vigors, 1825 |
|  | |

|  | Semnornithidae Prum, 1988   |
|  |                             |
|  | Capitonidae Bonaparte, 1838 |
|  |                             |
|  | Ramphastidae Vigors, 1825   |
|  |                             |

|  | Lybiidae Sibley & Ahlquist, 1985 |
|  | |
|  | \| \| Semnornithidae Prum, 1988 \| \| \| \| \| \| Capitonidae Bonaparte, 1838 \| \| \| \| \| \| Ramphastidae Vigors, 1825 \| \| \| \| |
|  | |
|  | Semnornithidae Prum, 1988 |
|  | |
|  | Capitonidae Bonaparte, 1838 |
|  | |
|  | Ramphastidae Vigors, 1825 |
|  | |

|  | Semnornithidae Prum, 1988   |
|  |                             |
|  | Capitonidae Bonaparte, 1838 |
|  |                             |
|  | Ramphastidae Vigors, 1825   |
|  |                             |

|  | Indicatoridae Swainson, 1837 |
|  |                              |
|  | Picidae Leach, 1820          |
|  |                              |

## Генетика
У 2014 році було здійснено секвенування повної геномної послідовності дятла пухнастого (Picoides pubescens). Завдяки цьому вид має важливе значення для дослідження еволюції геномів птахів.

## Роль у природних екосистемах та для людини
Представники ряду відіграють важливу роль в природних екосистемах. Особливо помітною вона є для родини дятлових. Зроблені ними дупла в стовбурах дерев згодом заселяють інші види-дуплогніздники, які самостійно їх зробити не можуть.
На деяких видів туканів активно полюють місцеві мешканці заради смачного м'яса, яке вживають в їжу. Красиве оперення туканів використовують для прикрас.
Деяких видів туканів тримають як декоративних птахів.

## Галерея

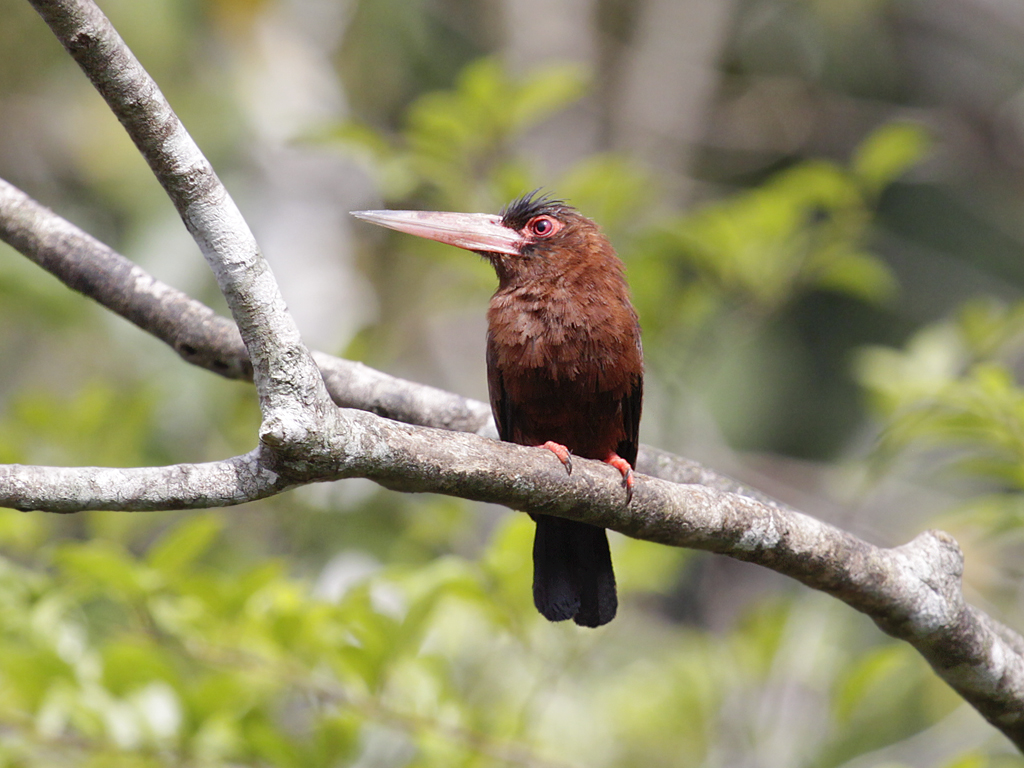
Якамара-куцохвіст каштанова (Galbalcyrhynchus purusianus) (родина Якамарові)
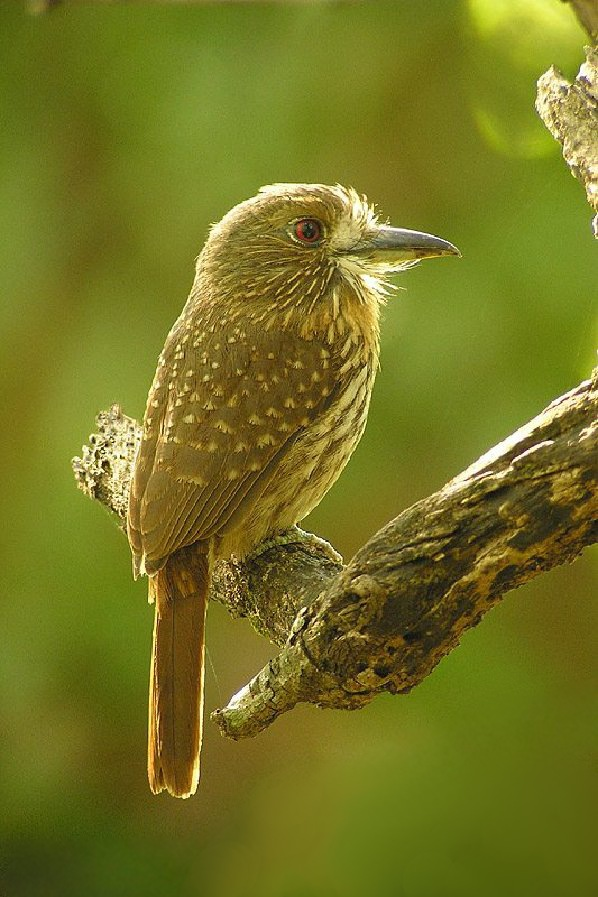
Таматія панамська (Malacoptila panamensis) (родина Лінивкові)
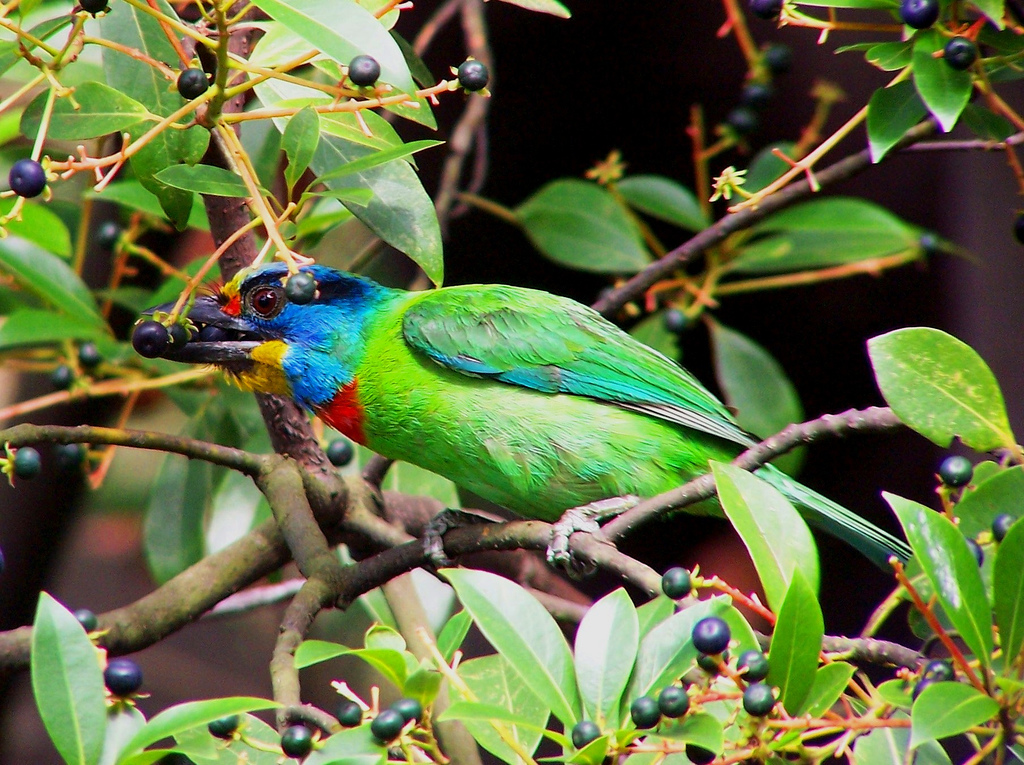
Бородастик чорнобровий (Megalaima oorti) (родина Бородастикові)
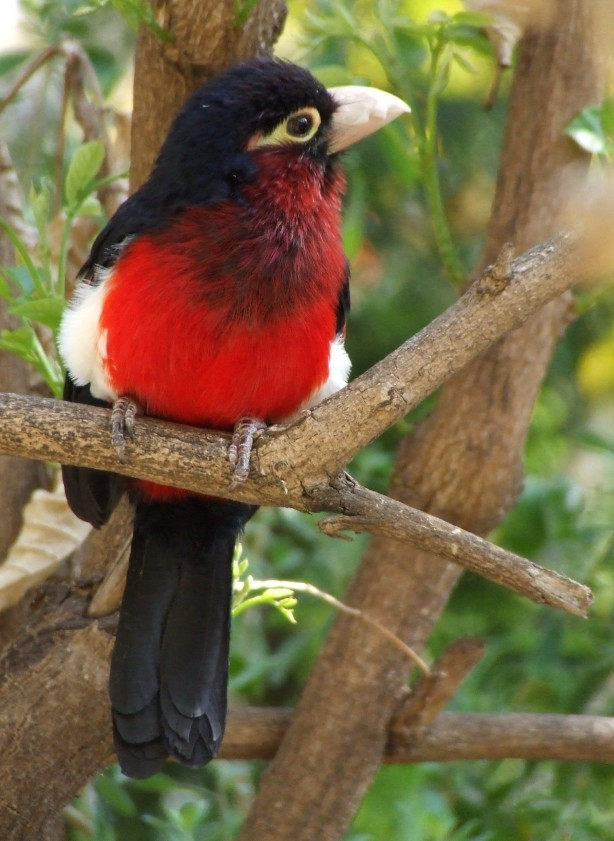
Лібія червона (Lybius bidentatus) (родина Lybiidae)
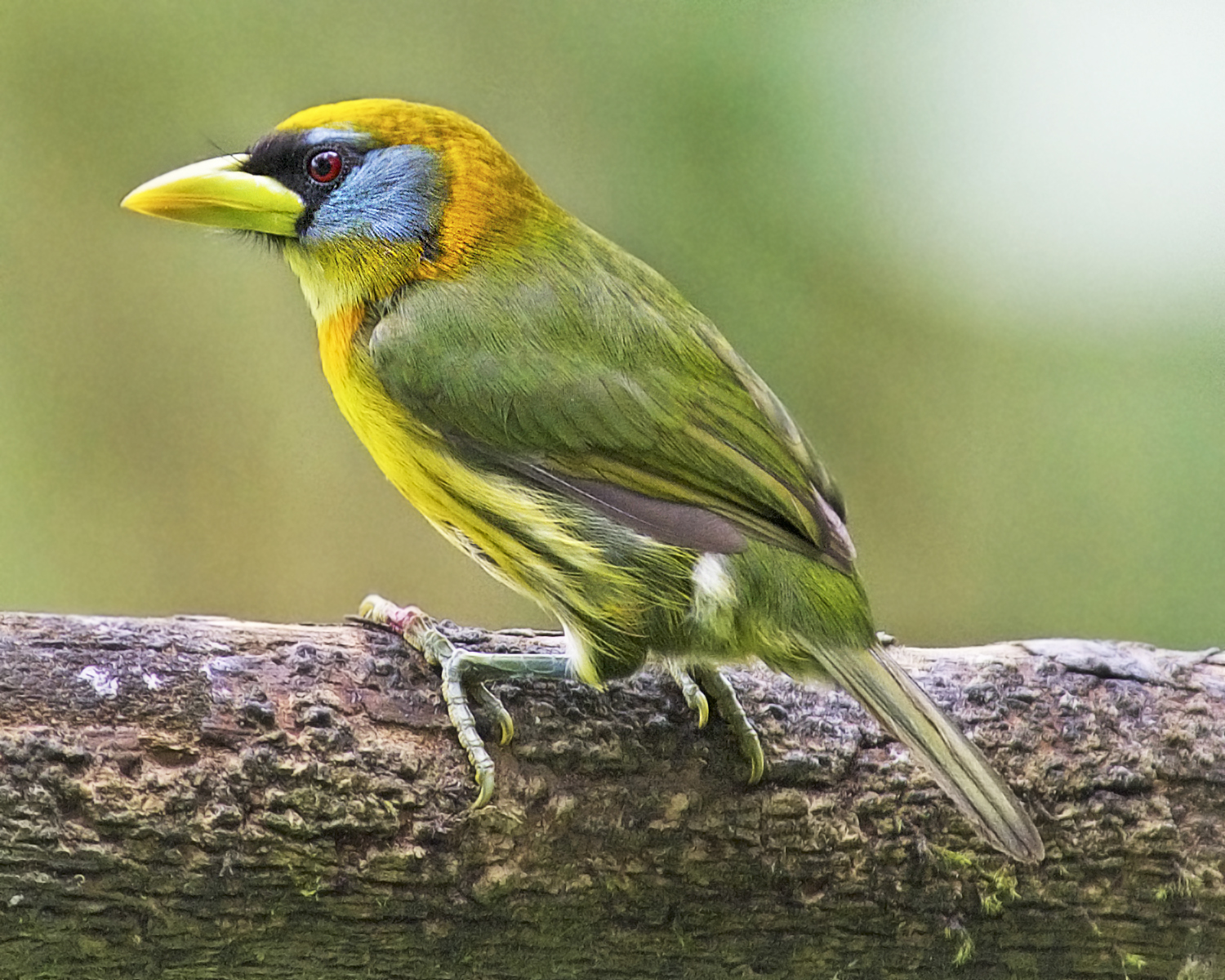
Евбуко андійський (Eubucco bourcierii) (родина Бородаткові)
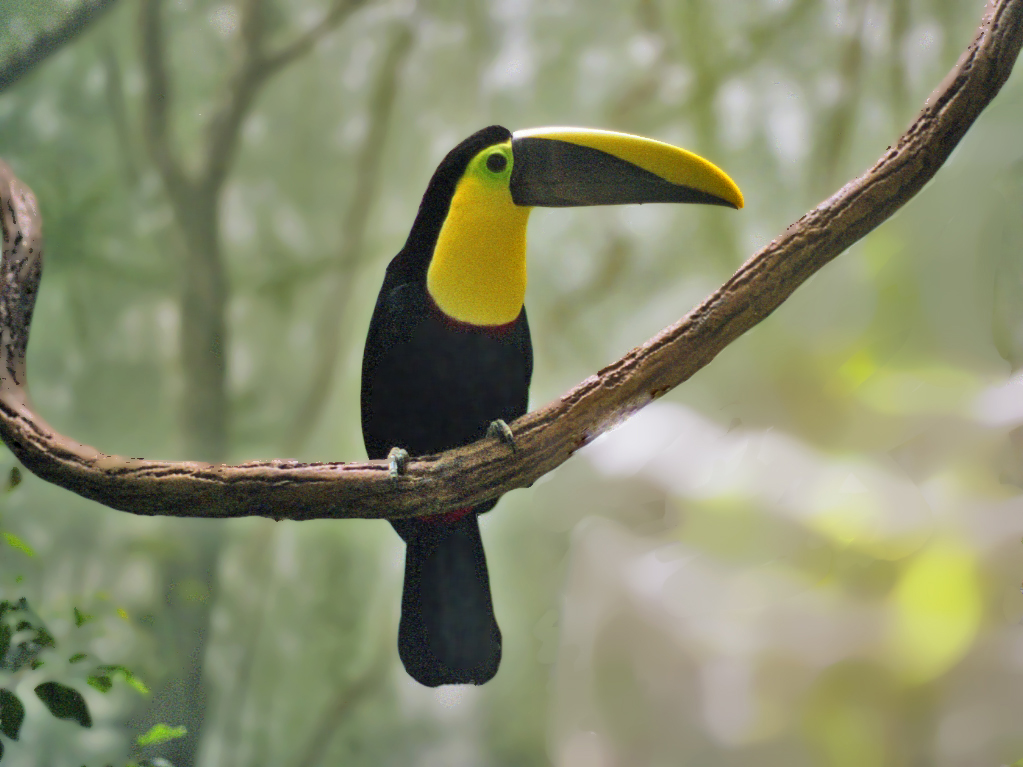
Тукан жовтошиїй (Ramphastos ambiguus) (родина Туканові)
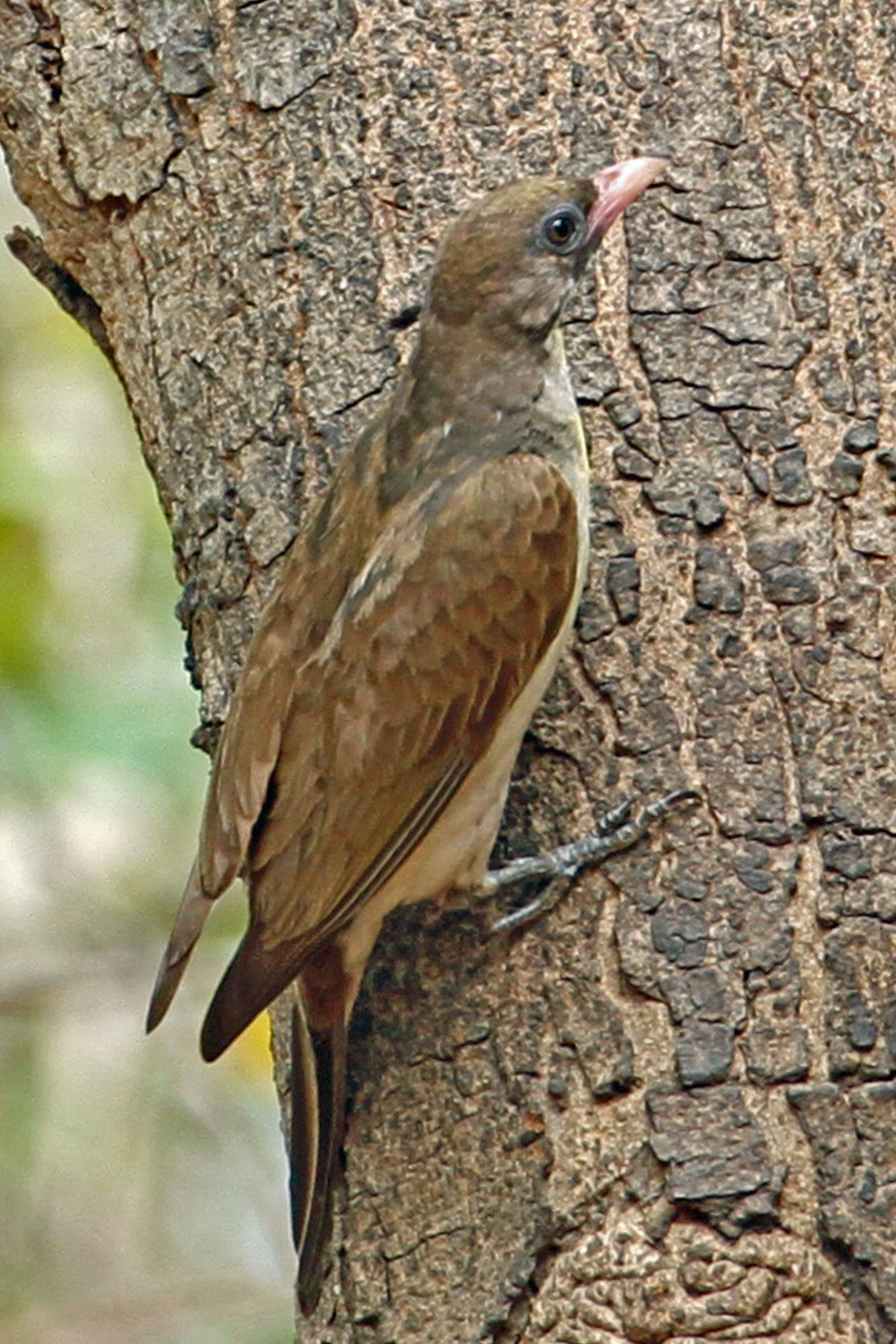
Воскоїд великий (Indicator indicator) (родина Воскоїдові)
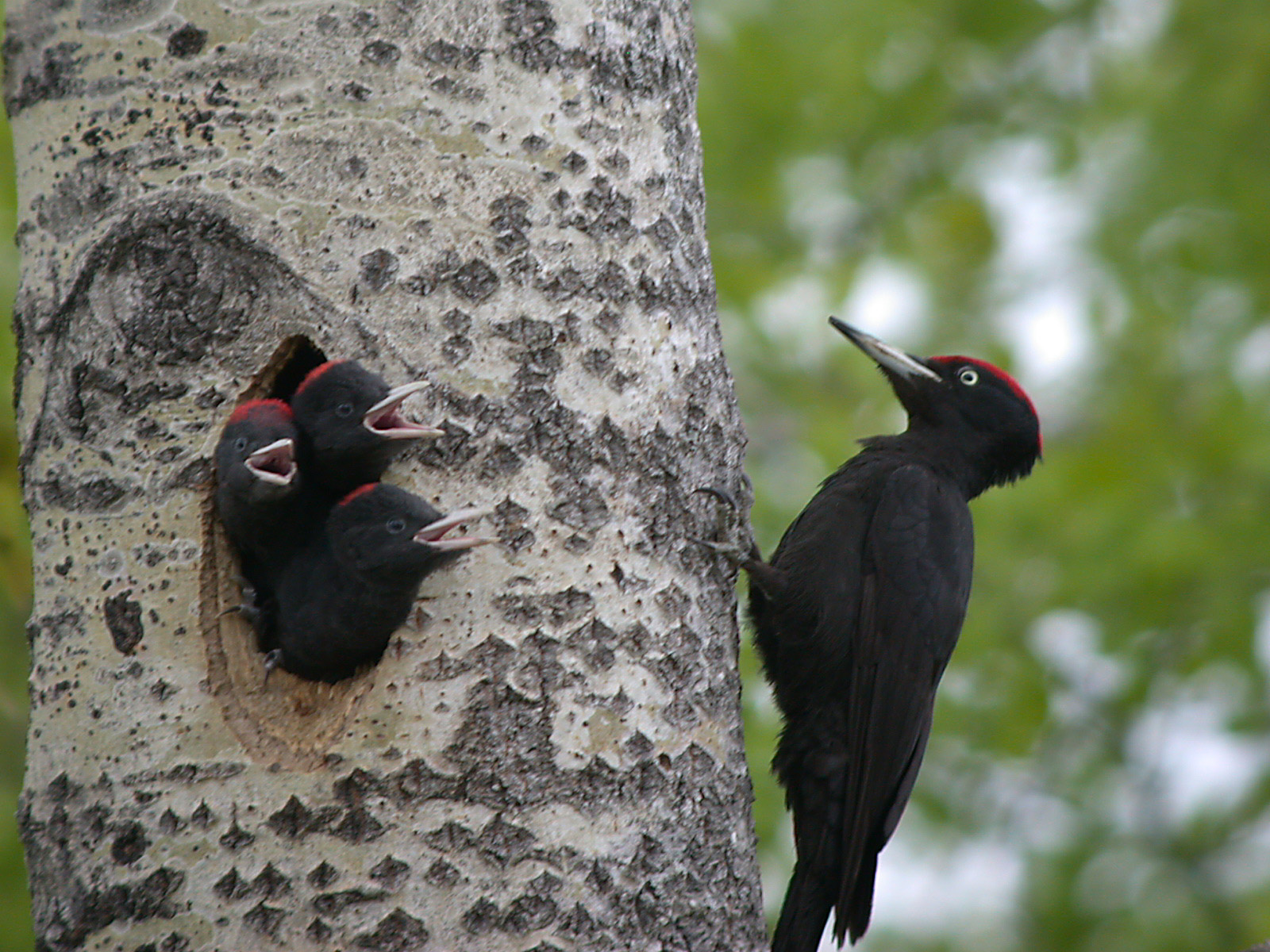
Жовна чорна (Dryocopus martius) (родина Дятлові)
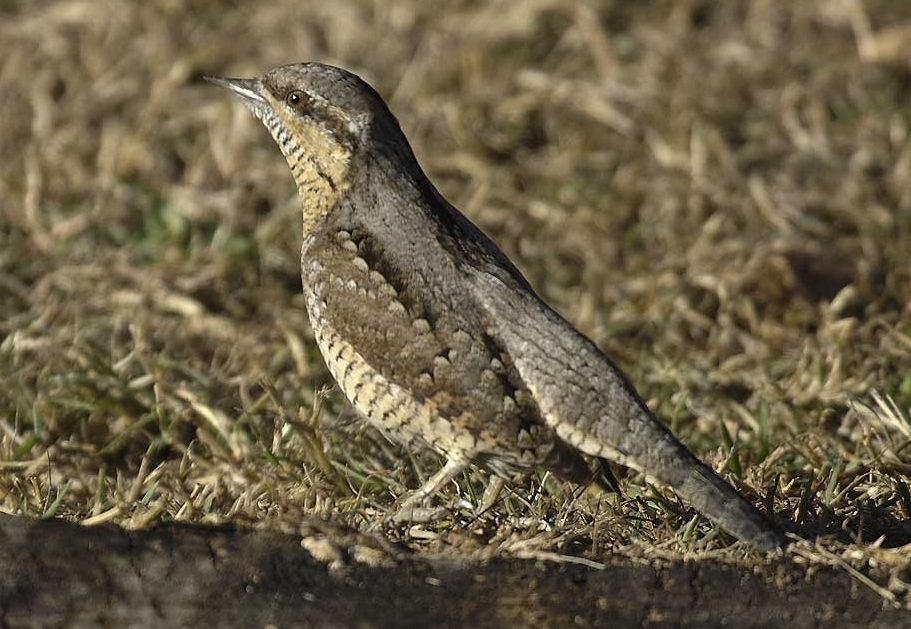
Крутиголовка (Jynx torquilla) (родина Дятлові)